# Symplocos mezii
Symplocos mezii là một loài thực vật thuộc họ Symplocaceae. Đây là loài đặc hữu của Peru.